# カスピ州
カスピ州（ロシア語：Каспийская область）は、1840年から1846年までカフカース地域に設置されたロシア帝国の行政区画である。州都はシェマハ。

## 歴史
コーカサス戦争中の1840年4月22日 (ユリウス暦10日) にロシア皇帝ニコライ1世が承認した、『ザカフカース地方管理の為の機関』と称する行政改革に関する法律に基づき、カスピ州は設置された。
行政ならびに領土機構に関する新しい体制に拠ると、カスピ州は次の7つの郡から構成される。シルヴァン郡、カラバフ郡、シャキ郡、タリシュ郡、バクー郡といった現在のアゼルバイジャンにほぼ相当する地域だけではなく、コーカサス戦争でロシアからの独立闘争が繰り広げられているデルベント軍管区内にある (現在はロシア連邦のダゲスタン共和国領内にある) デルベント郡や (アゼルバイジャン北部にあるが、イラン系のタート人が最大民族となっている) クバ郡がカスピ州に帰属することになった。カスピ州は、アルメニア州に属し、アルメニア人が多く住むカラバフ郡や多くの民族が入り乱れる様に住んでいる南ダゲスタンの地域も県域に収め、古代のアッラーンの領域を包含することになった。
1840年4月10日に公布された法律は地方行政のシステムに重要な変更をもたらした。以前の行政機関は、ロシア帝国内地の州と同様の組織の州、郡、管区といった新しいものに置き換えられた。
カスピ海州の統治機関は、地域を管轄する責任者、地域の自治会、州財務部、国有財産管理部、刑事と民事を管轄する裁判所、検察部から構成されていた。統治機関の構成には、知事の直接監督下に置かれている天然痘の種痘に関する委員会も含まれていた。
同年12月25日、シェマハにおいて、ロシア帝国国家評議会議員、上院議員および枢密院顧問を務めるパーヴェル・ガン男爵は、カスピ州設立の記念祝賀会を開いた。翌1841年1月1日までに、あらゆる場所で改革が実施された。
1846年12月14日の緊急勅令により、ザカフカースの行政区画制度が改正された。ザカフカース地域が、チフリス県、クタイス県、シェマハ県およびデルベント県の4つの行政区画に再編されることになった。カスピ海州については、廃止されることになった。
1918年5月28日、旧カスピ州の南部に、アゼルバイジャン人による国家が建国された。その正式な国名は「アゼルバイジャン民主共和国」である。

## 歴代知事
3人の知事が在任している。
| 任期          | 名前                           | 軍の階級                  |
| ------------- | ------------------------------ | ------------------------- |
| 1841年-1842年 | ニコライ・アシェベルク         | 大佐                      |
| 1842年-1844年 | アポロン・イヴァノフ           | 少将                      |
| 1844年-1846年 | アレクサンドル・ヴランゲリ男爵 | 就任時は大佐 1845年に少将 |